# Lincoln Memorial
Le mémorial de Lincoln (en anglais Lincoln Memorial) est un mémorial national des États-Unis construit en l'honneur d'Abraham Lincoln, 16e président des États-Unis, situé à l'extrémité ouest du National Mall à Washington, DC.
Le mémorial est construit dans un style néoclassique et a la forme d'un temple. Son architecte est Henry Bacon. En 1920, Daniel Chester French a conçu la grande statue intérieure d'Abraham Lincoln, qui a été sculptée dans le marbre par les frères Piccirilli. Jules Guérin a peint les peintures murales intérieures ; l'éloge au-dessus de la statue a été écrite par Royal Cortissoz. Inauguré le 30 mai 1922, il est l'un des nombreux mémoriaux construits pour honorer un président des États-Unis. Il constitue une attraction touristique majeure depuis son ouverture et, au fil des ans, a parfois été utilisé comme centre symbolique orienté sur les relations raciales et les droits civiques.
Le monument est soutenu par 36 colonnes extérieures de style dorique en marbre blanc en référence aux 36 États américains au moment de la mort d'Abraham Lincoln. Les inscriptions à l'intérieur incluent deux discours bien connus de Lincoln, le discours de Gettysburg et son deuxième discours inaugural.
Plusieurs discours célèbres y ont été prononcés dont I have a dream de Martin Luther King, le 28 août 1963, à la fin de la marche sur Washington pour l'emploi et la liberté.
Comme d'autres monuments du National Mall, dont le Vietnam Veterans Memorial, le mémorial des anciens combattants de Corée et le National World War II Memorial, le mémorial de Lincoln est géré par le National Park Service dans le cadre du National Mall and Memorial Parks. Il est inscrit au Registre national des lieux historiques depuis le 15 octobre 1966 et a été classé septième sur la liste 2007 de l'American Institute of Architects des architectures préférées des États-Unis. Le mémorial est ouvert au public 24 heures sur 24 et plus de sept millions de personnes le visitent chaque année.

## Histoire

### Construction et inauguration
Le premier mémorial public dédié au président américain Abraham Lincoln à Washington, DC, est une statue de Lot Flannery érigée devant l'hôtel de ville du district de Columbia (District of Columbia City Hall) en 1868, trois ans après l'assassinat d'Abraham Lincoln au Ford's Theatre,.
Des demandes pour un mémorial national approprié sont exprimées dès la mort de Lincoln. En 1867, le Congrès des États-Unis adopte le premier d'une longue série de projets de loi prévoyant la création d'une commission chargée d'ériger un monument en l'honneur du seizième président. Un sculpteur américain, Clark Mills, est choisi pour concevoir le monument. Ses plans reflètent l'esprit nationaliste de l'époque et prévoient une structure de 70 pieds (21,336 m) ornée de six statues équestres et de 31 statues en pied de proportions colossales, couronnée par une statue d'Abraham Lincoln de 12 pieds (3,6576 m). Les souscriptions au projet se révèlent insuffisantes.

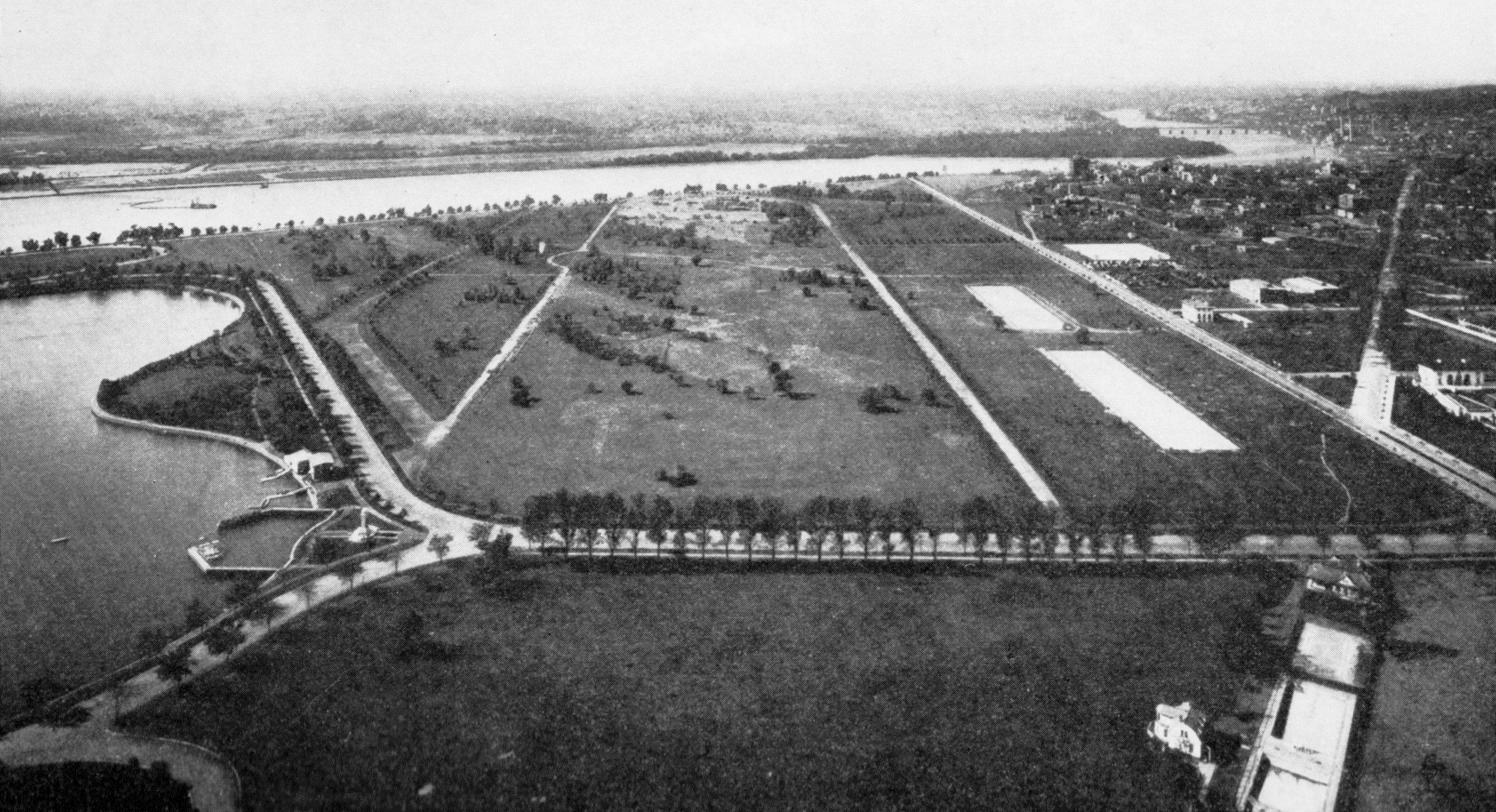
West Potomac Park avant la construction du mémorial, vers 1912.

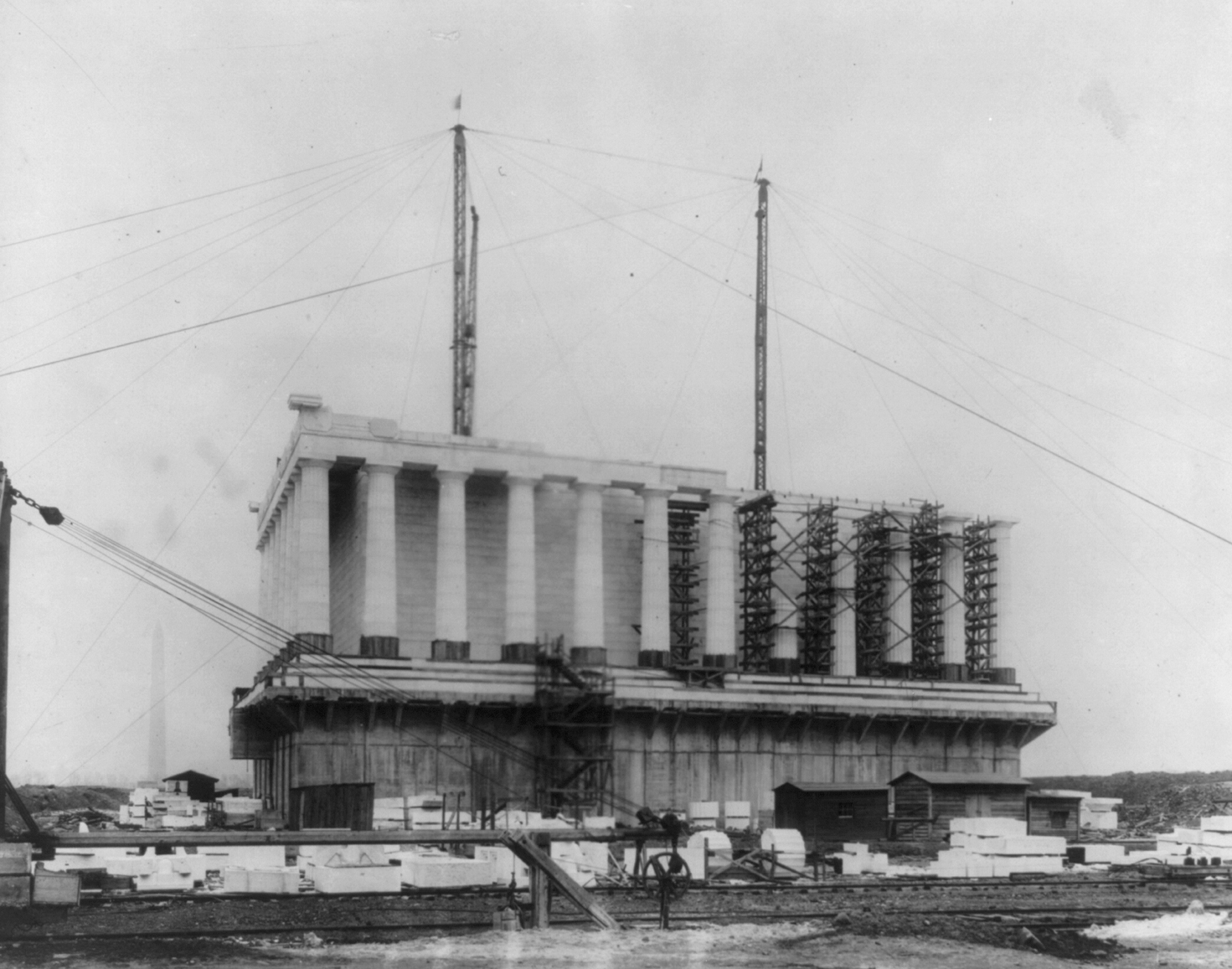
Lincoln Memorial en construction, 1916.

L'affaire reste en suspens jusqu'au début du XXe siècle, lorsque, sous la direction du sénateur de l'Illinois Shelby Cullom, six projets de loi distincts sont présentés au Congrès pour la constitution d'une nouvelle commission commémorative. Les cinq premiers projets de loi, proposés en 1901, 1902 et 1908, sont rejetés en raison de l'opposition du président de la Chambre des représentants des États-Unis Joseph Gurney Cannon. Le sixième projet de loi (projet de loi du Sénat 9449), présenté le 13 décembre 1910, est adopté. La Commission du Mémorial Lincoln (Lincoln Memorial Commission) se réunit pour la première fois l'année suivante ; le président William Howard Taft est choisi comme son président. Les travaux se poursuivirent régulièrement et, en 1913, le Congrès approuve le choix de la commission en matière de conception et d'emplacement.
Des questions sont posées concernant le plan de la commission. Beaucoup pensent que la conception du temple grec de l'architecte Henry Bacon est beaucoup trop ostentatoire pour un homme d'humble caractère comme Lincoln. Au lieu de cela, ils proposent un simple sanctuaire en forme de cabane en rondins. Le site ne reste pas non plus sans opposition. Les terres récemment récupérées dans le West Potomac Park sont considérées par beaucoup comme trop marécageuses ou trop inaccessibles. D'autres sites, comme la Gare de Washington Union Station, sont proposés, mais la commission reste ferme dans sa recommandation, estimant que l'emplacement du Potomac Park, situé sur l'axe reliant Washington Monument au Capitole, surplombant le fleuve Potomac et entouré de terres ouvertes, est idéal. De plus, le site du Potomac Park  est déjà désigné dans le McMillan Plan de 1901 pour être l'emplacement d'un futur monument comparable à Washington Monument .

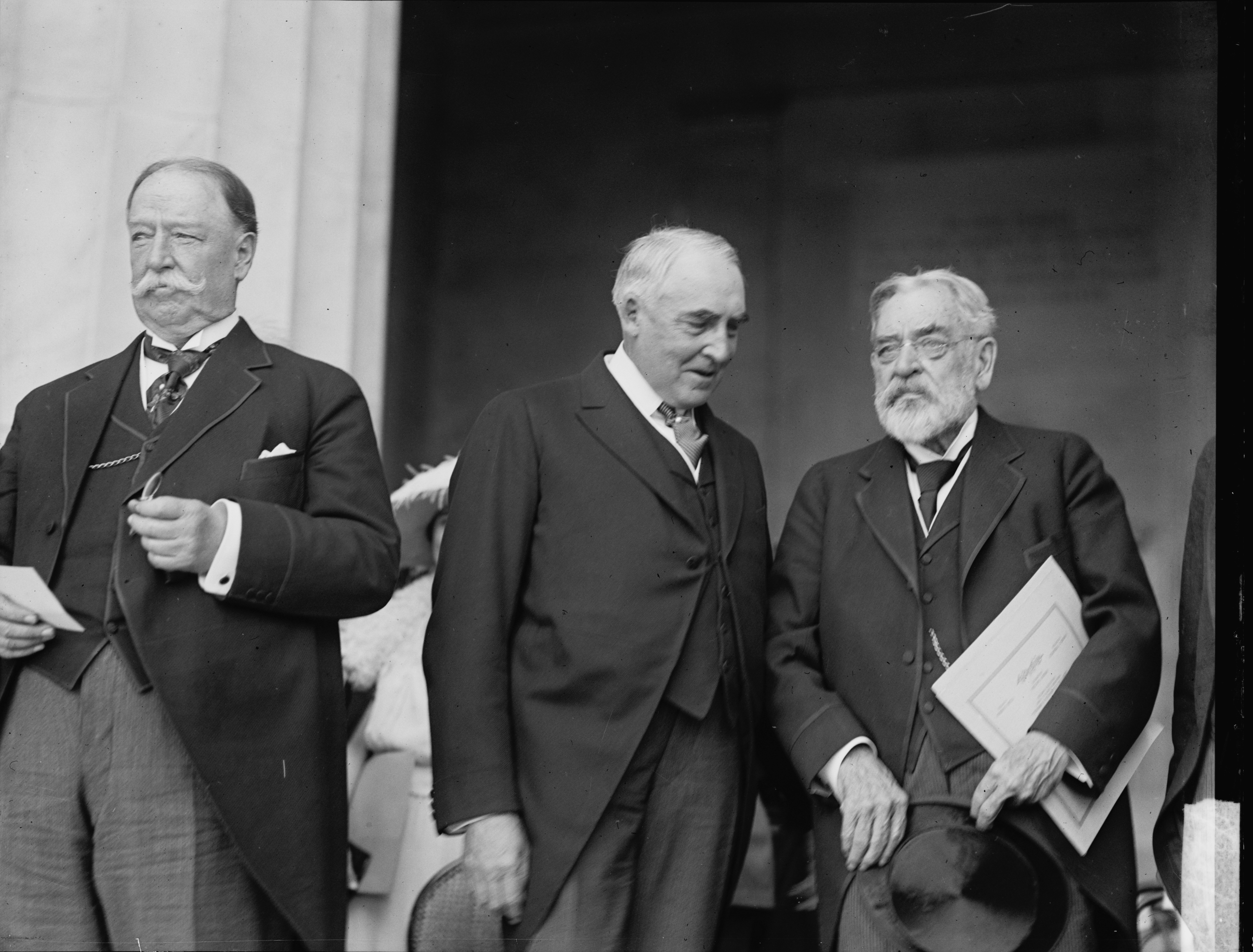
William Howard Taft, le président Warren G. Harding et le fils aîné de Lincoln, Robert Todd Lincoln, lors de l'inauguration du mémorial le 30 mai 1922.

Avec l’approbation du Congrès et une allocation de 300 000 $, le projet démarre. Le 12 février 1914, l'entrepreneur MF Comer de Toledo (Ohio), le membre résident de la commission du mémorial, l'ancien sénateur Joseph CS Blackburn du Kentucky, et le concepteur du mémorial, Henry Bacon, procèdent à une cérémonie de pose de la première pierre en retournant quelques pelletées de terre. Le mois suivant, la construction proprement dite commence. Les travaux progressent régulièrement conformément au calendrier prévu. Quelques modifications sont apportées au plan. La statue de Lincoln, conçue à l'origine pour mesurer 10 pieds (3,048 m) de haut, est agrandie à 19 pieds (5,7912 m) pour éviter qu'elle ne soit « submergée » par l'immense salle. Ce n'est qu'en 1920, qu'il est décidé de remplacer la grille de bronze et de verre qui devait fermer l'entrée par un portail ouvert. Malgré ces changements, le Mémorial est achevé dans les délais prévus. Le président de la Commission, William H. Taft, qui est alors Chief Justice of the United States, inaugure le mémorial le 30 mai 1922 et le présente au président Warren G. Harding, qui l'accepte au nom du peuple américain. Le seul fils survivant de Lincoln, Robert Todd Lincoln, âgé de 78 ans, est présent. Des personnalités afro-américaines sont invitées à l'événement et découvrent à leur arrivée qu'elles sont affectées dans une section séparée gardée par des Marines.

### Depuis 1922

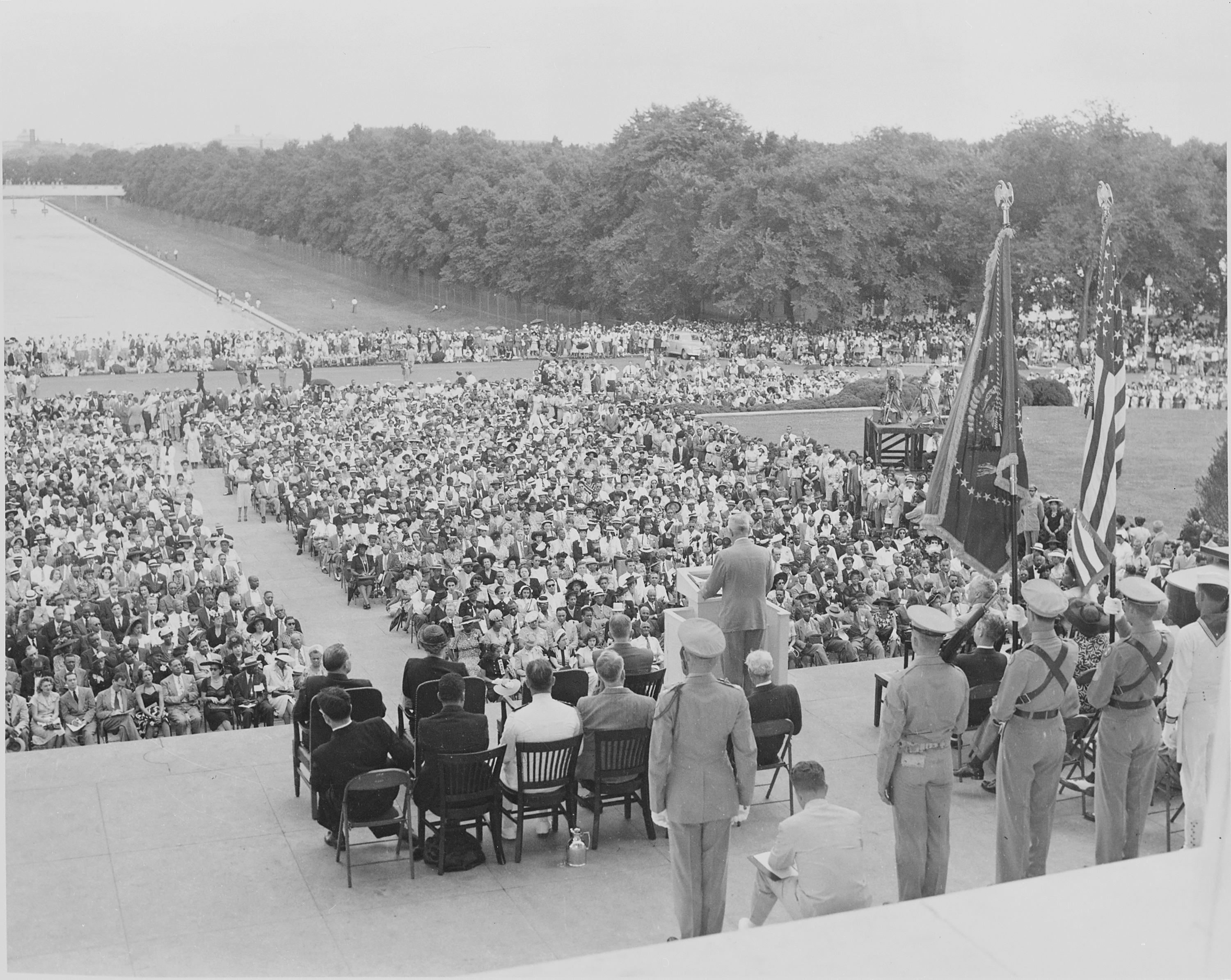
Le President Truman lors de la 38e convention de la NAACP le 29 juin 1947.

Le Mémorial devient un lieu symboliquement sacré, en particulier pour le mouvement américain des droits civiques. En 1939, les Filles de la révolution américaine refusent de permettre à la contralto afro-américaine Marian Anderson de se produire devant un public mixte au DAR Constitution Hall. À la suggestion d'Eleanor Roosevelt, l'épouse du président Franklin Delano Roosevelt, Harold LeClair Ickes, Secrétaire à l'Intérieur, organise une représentation sur les marches du Lincoln Memorial le dimanche de Pâques, devant un public de 75 000 personnes, avec une audience radiophonique nationale.
Le 29 juin 1947, Harry S. Truman devient le premier président à s'adresser au National Association for the Advancement of Colored People (NAACP). Le discours a lieu au Lincoln Memorial lors de la convention de la NAACP et est diffusé à l'échelle nationale à la radio. Dans ce discours, Truman souligne la nécessité de mettre fin à la discrimination, ce qui sera mis en avant par la première législation complète sur les droits civiques proposée par le président.

Manifestants sur les marches duLincoln Memorial lors de la marche sur Washington pour l'emploi et la liberté.

Le 28 août 1963, le site du mémorial est le lieu de la marche sur Washington pour l'emploi et la liberté, qui s'avère être un moment fort du mouvement américain des droits civiques. On estime qu'environ 250 000 personnes sont venues à l'événement, où elles entendent Martin Luther King prononcer son discours historique « I have a dream » devant le mémorial honorant le président qui a publié la Proclamation d'émancipation 100 ans plus tôt. Le discours de Martin Luther King, avec son langage patriotique et son évocation du discours de Gettysburg de Lincoln, est censé correspondre au symbolisme du Lincoln Memorial en tant que monument à l'unité nationale. Le leader syndicaliste Walter Reuther, l'un des organisateurs de la marche, persuade les autres organisateurs de déplacer la marche du Capitole au Lincoln Memorial. Il pense que l'emplacement sera moins menaçant pour le Congrès et que, sous le regard de la statue d'Abraham Lincoln, l'occasion sera particulièrement appropriée. La police de Washington DC apprécié l'emplacement également car il est entouré sur trois côtés par de l'eau, de sorte que tout incident peut être facilement contenu.
Le mémorial est inscrit au Registre national des lieux historiques le 15 octobre 1966.
Le 9 mai 1970, le président Richard Nixon a une brève rencontre improvisée au milieu de la nuit avec des manifestants qui, quelques jours après la fusillade de l'université d'État de Kent, se préparent à marcher contre la guerre du Viêtnam.

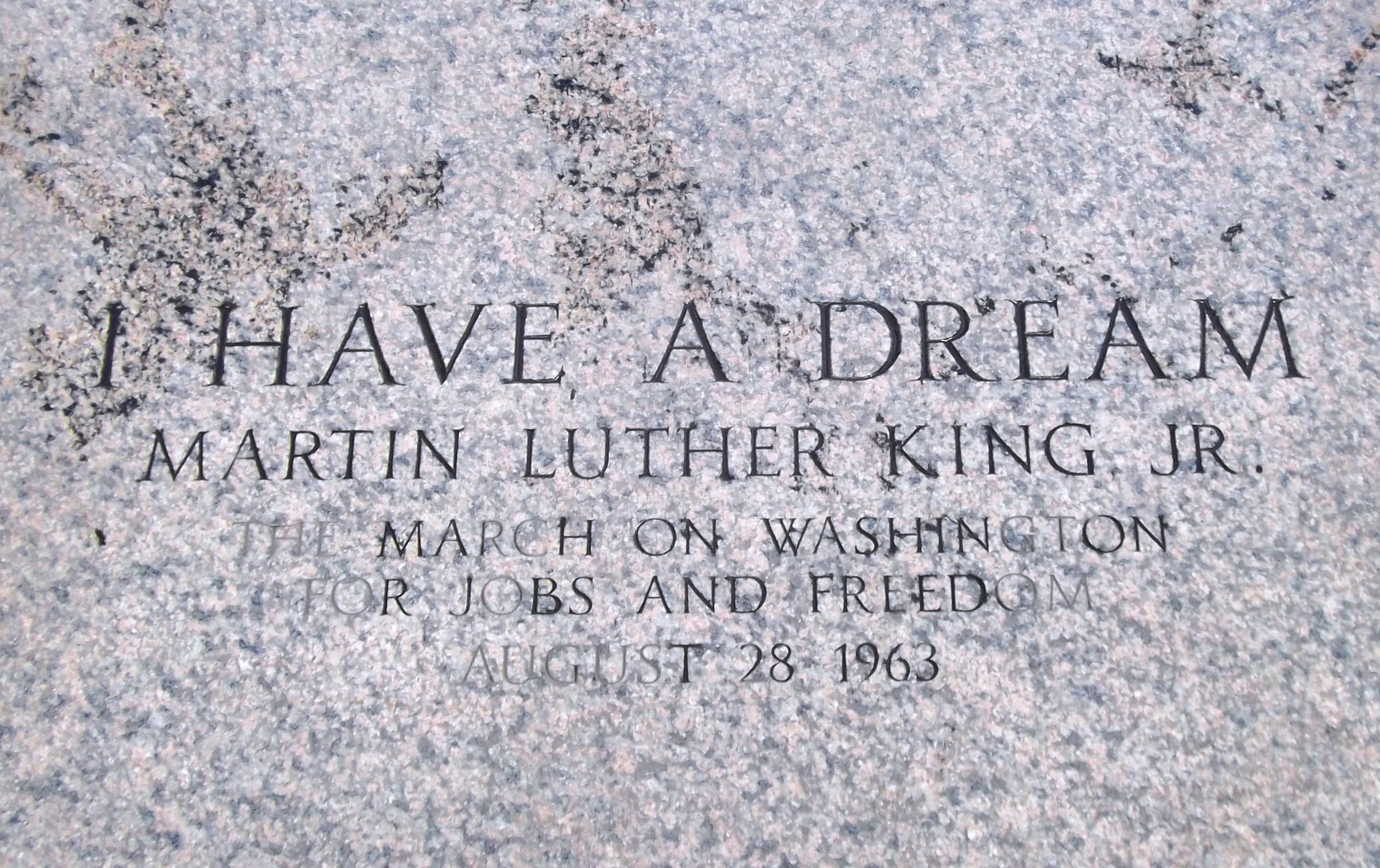
Plaque commémorative du discours de Martin Luther King.

Le 28 août 1983, des foules se rassemblent à nouveau pour célébrer le 20e anniversaire de la Mobilisation pour l'emploi, la paix et la liberté, pour réfléchir aux progrès réalisés dans l'obtention des droits civiques des Afro-Américains et pour s'engager à corriger les injustices persistantes.
Le discours de Martin Luther King fait tellement partie de l'histoire du Lincoln Memorial que l'endroit où il se tenait, sur le palier des dix-huit marches en dessous de la statue de Lincoln, est gravé en 2003 en reconnaissance lors du 40e anniversaire de l'événement.

## Extérieur
L'extérieur du mémorial fait écho à un temple grec classique ; il est recouvert de marbre de Yule extrait au Colorado. La structure mesure 58,7 × 36,1 m. Il est entouré d'un péristyle de 36 colonnes doriques cannelées, une pour chacun des 36 États de l'Union au moment de la mort de Lincoln, et de deux colonnes in-antis à l'entrée derrière la colonnade. Les colonnes mesurent 44 pieds (13,4112 m) de haut avec un diamètre de base de 7,5 pieds (2,286 m). Chaque colonne est construite à partir de 12 tambours, y compris le chapiteau. Les colonnes, comme les murs extérieurs et les façades, sont légèrement inclinées vers l'intérieur du bâtiment, permettant ainsi de compenser les distorsions de perspective qui, autrement, feraient paraître le mémorial bombé en haut par rapport à la base, une caractéristique courante de l'architecture de la Grèce antique.
Au-dessus de la colonnade, les noms des 36 États de l'Union au moment de l'assassinat d'Abraham Lincoln et les dates auxquelles ils sont entrés dans l'Union sont inscrits sur la frise. Leurs noms sont séparés par des médaillons à double couronne en bas-relief. La corniche est composée d'un rouleau sculpté régulièrement entrecoupé de têtes de lions en saillie et orné d'une crête de palmier le long du bord supérieur. Au-dessus, sur la frise attique, sont inscrits les noms des 48 États présents au moment de l'inauguration du Mémorial. Un peu plus haut se trouve une guirlande reliée par des rubans et des feuilles de palmier, soutenue par des ailes d'aigles. Toutes les ornementations des frises et des corniches ont été réalisées par Ernest C. Bairstow.
Le Mémorial est fixé dans une fondation en béton, de 13 à 20 m de profondeur, construit par MF Comer and Company et la National Foundation and Engineering Company ; il est entouré d'un mur de soutènement rectangulaire de 57 à 78 m en granit mesurant 14 pieds (4,2672 m) de hauteur.
Les marches principales mènent au sanctuaire du côté est. Commençant au bord du Lincoln Memorial Reflecting Pool, elles montent jusqu'au Lincoln Memorial Circle, la chaussée qui entoure l'édifice, puis jusqu'au portail principal, espacé par intermittence d'une série de plates-formes. En approchant de l'entrée, les marches sont flanquées de deux contreforts, chacun couronné d'un pilier de 11 pieds (3,3528 m), un grand trépied sculpté dans du marbre rose du Tennessee par les frères Piccirilli. Il y a un total de 87 marches (58 marches de la chambre à la place et 29 marches de la place au Lincoln Memorial Reflecting Pool).

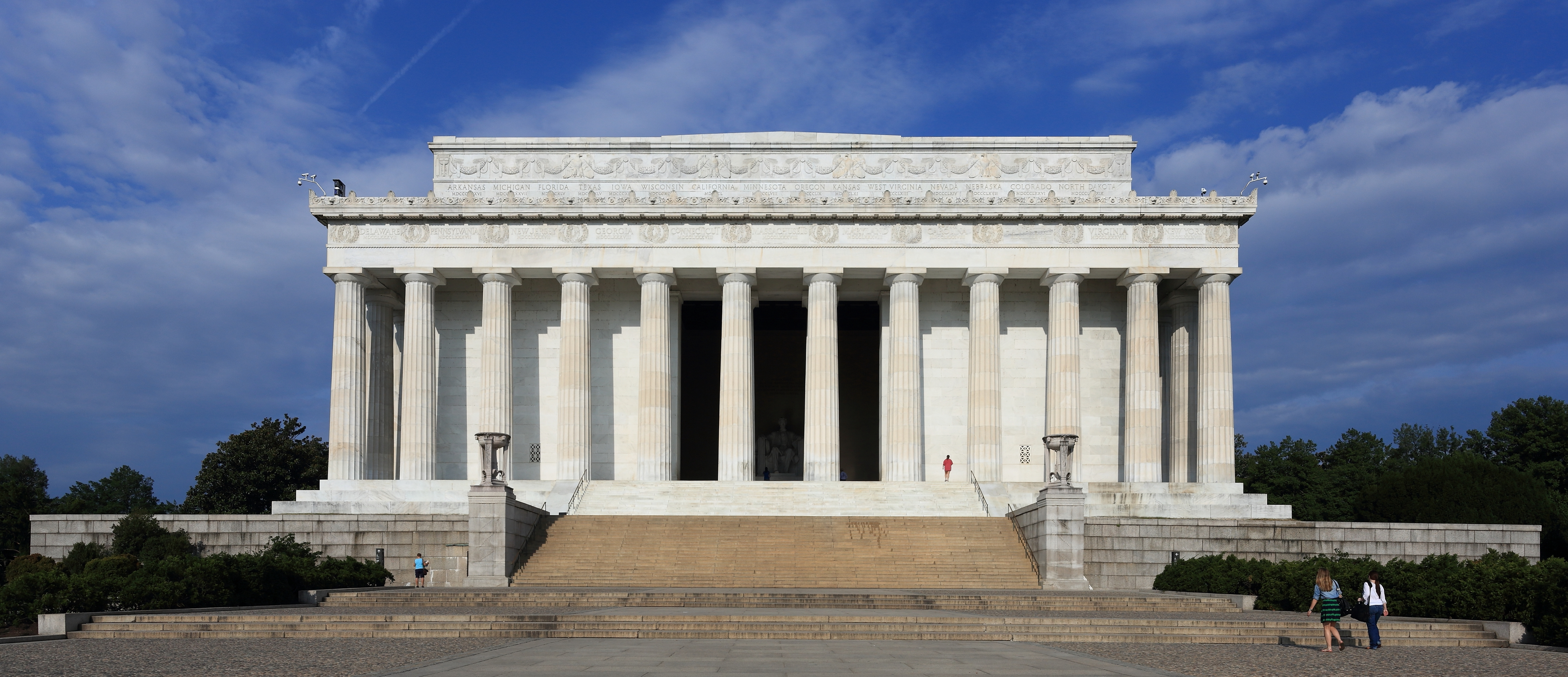
Vue de la façade est du mémorial.
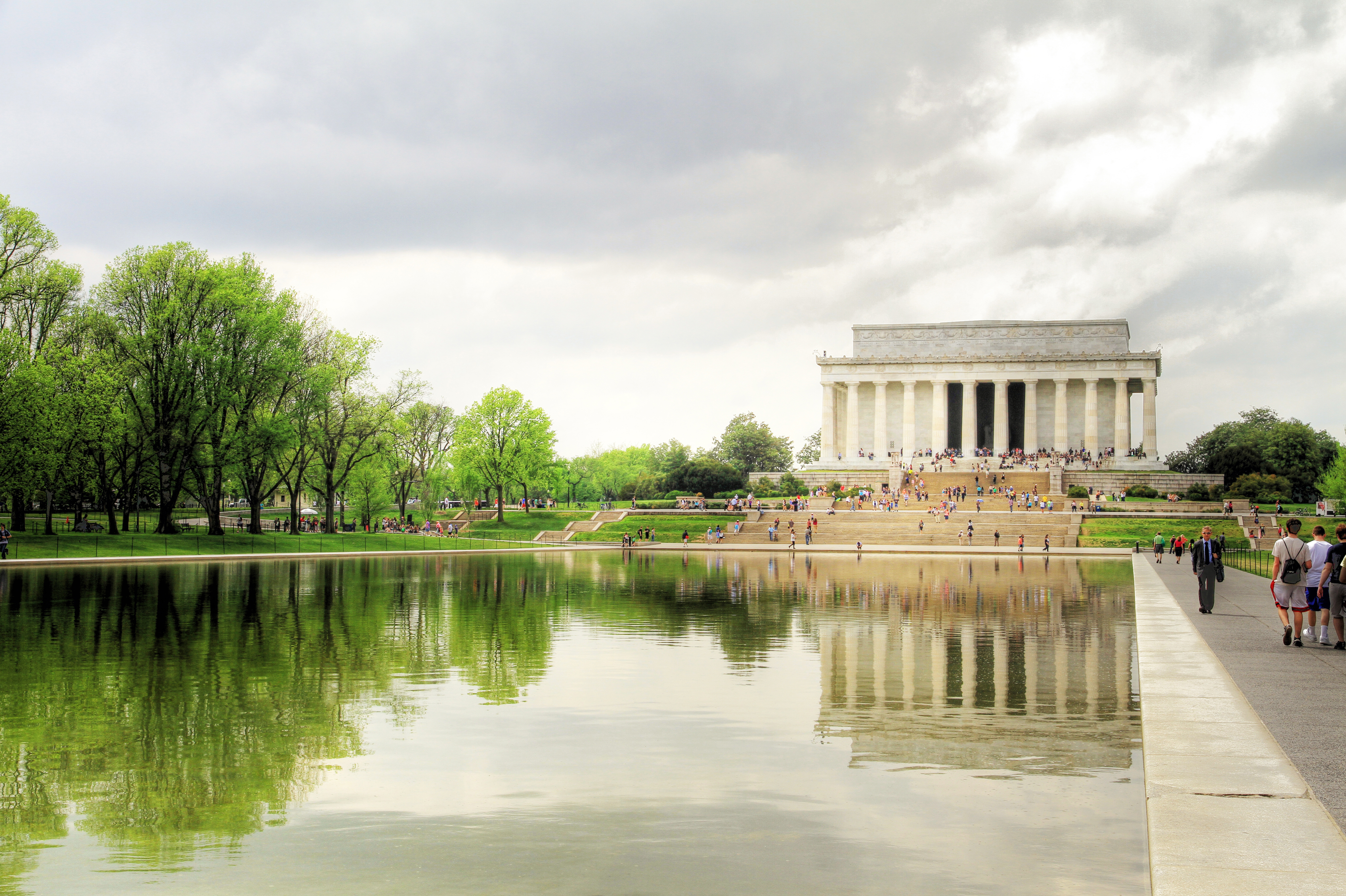
Lincoln Memorial et Lincoln Memorial Reflecting Pool.
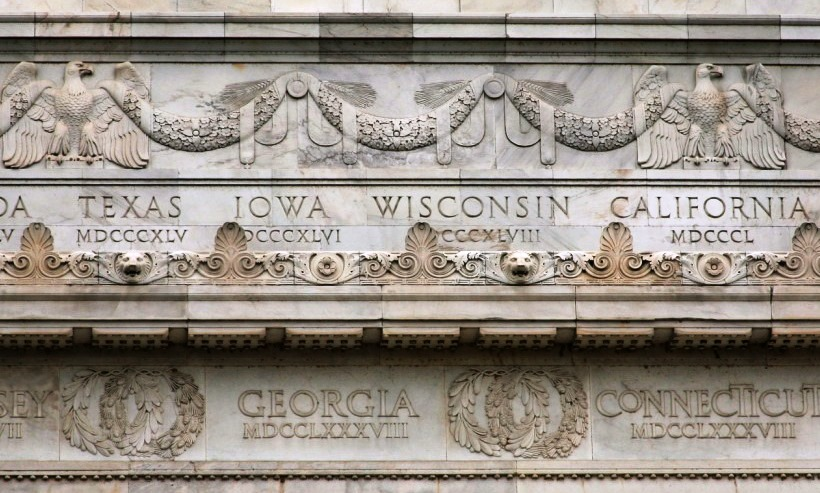
Détail des frises.

## Intérieur

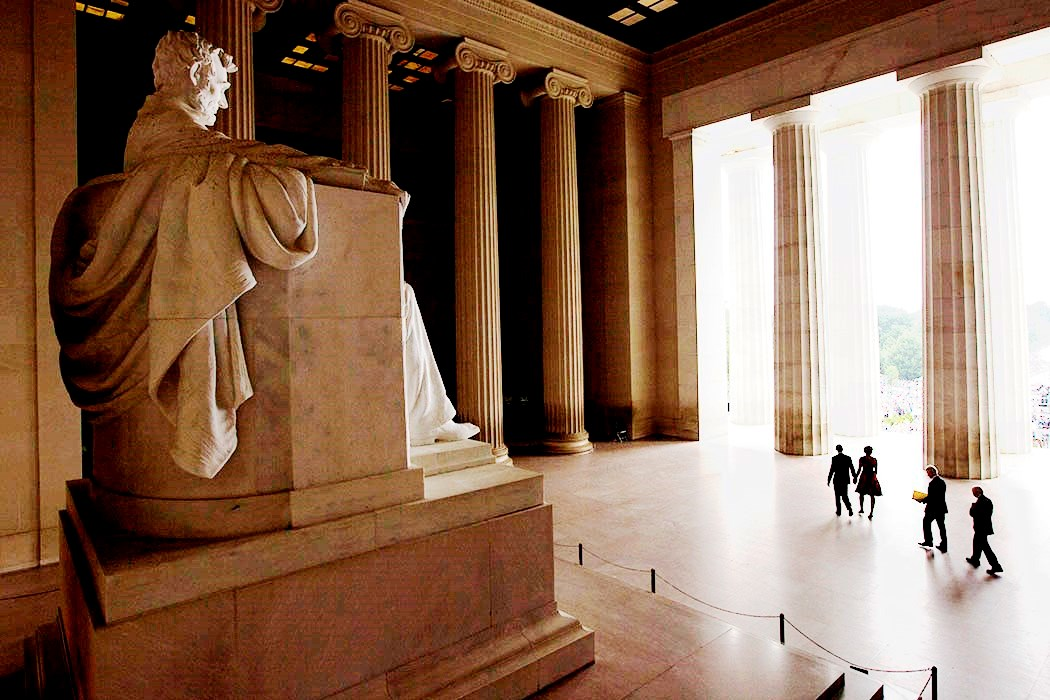
Le président Barack Obama, la première dame Michelle Obama et les anciens présidents Jimmy Carter et Bill Clinton passant devant la statue du président Lincoln pour participer à la cérémonie du 50e anniversaire de la marche historique sur Washington et du discours « I Have a Dream » de Martin Luther King Jr.

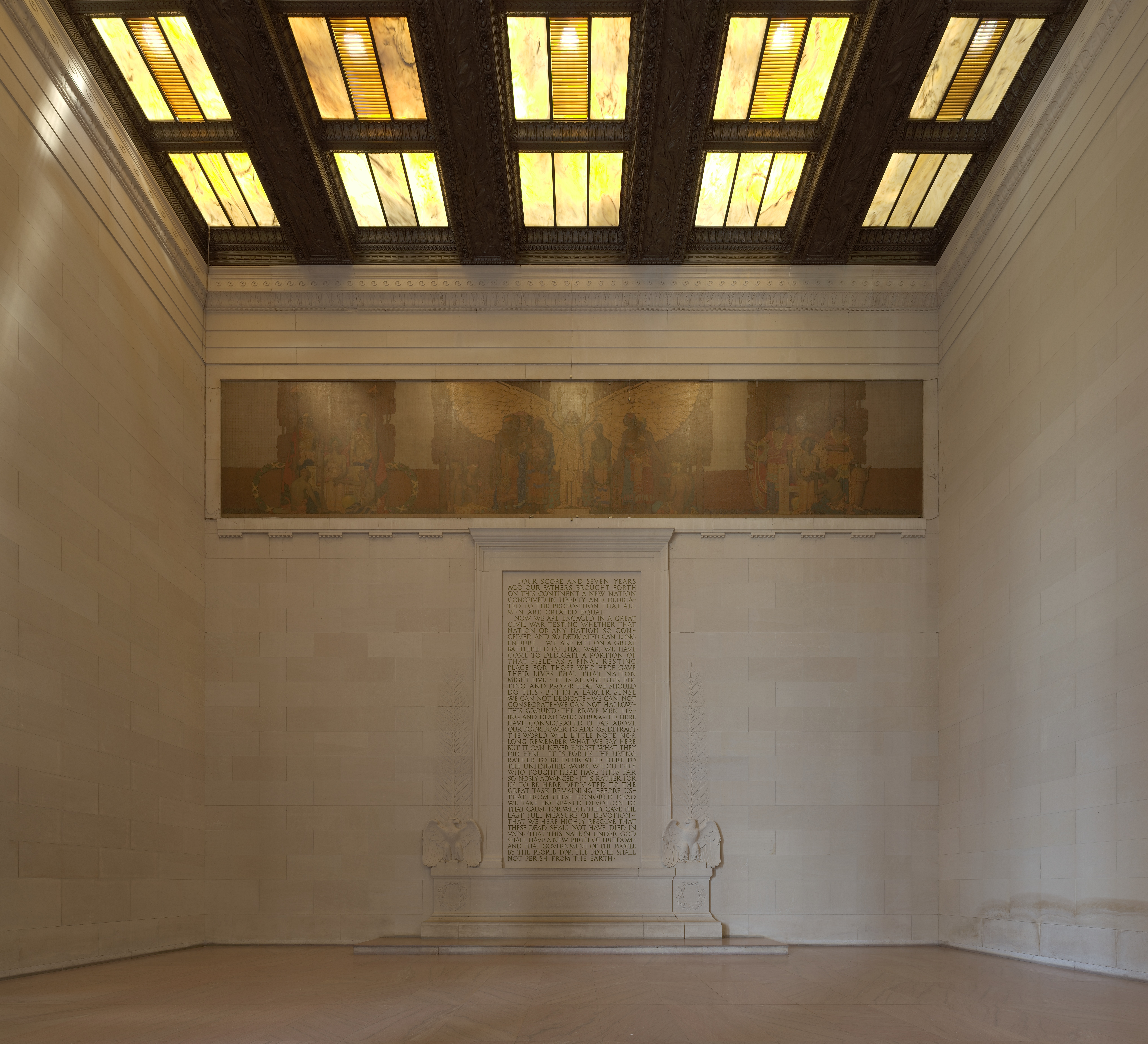
Annexe Sud avec le discours de Gettysburg surmonté d'une peinture murale.

L'intérieur du mémorial est divisé en trois salles par deux rangées de quatre colonnes ioniques, chacune de 50 pieds (15,24 m) de haut et 5,5 pieds (1,6764 m) de base. La pièce centrale, abritant la statue de Lincoln, mesure 60 pieds (18,288 m) de large, 74 pieds (22,5552 m) de profondeur et 60 pieds (18,288 m) de haut. Les pièces nord et sud présentent des inscriptions sculptées du deuxième discours inaugural de Lincoln et de son discours de Gettysburg. Des pilastres ornés de faisceaux, d'aigles et de couronnes bordent ces inscriptions, qui, avec l'ornementation adjacente sont d'Evelyn Beatrice Longman.
À l'intérieur, chaque inscription est surmontée d'un peinture murale de Jules Guerin représentant des principes évidents dans la vie de Lincoln : la Liberté, la Moralité, la Justice et la Loi sur le mur sud ; l'Unité, la Fraternité et la Charité sur le mur nord. Des cyprès, représentant l'éternité, figurent à l'arrière-plan des peintures murales. La peinture  des murs est composée en partie de kérosène et de cire pour protéger les œuvres exposées des fluctuations de température et d'humidité.
Le plafond est constitué de poutres en bronze ornées de feuilles de laurier et de chêne. Entre ceux-ci, des panneaux de marbre d'Alabama sont saturés de paraffine pour augmenter la translucidité. Mais pressentant que la statue nécessitait encore plus de lumière, Bacon et French conçurent des lattes métalliques pour le plafond afin de dissimuler des projecteurs, qui peuvent être modulés pour compléter la lumière naturelle ; cette modification fut installée en 1929. La seule modification majeure depuis lors est l'ajout d'un ascenseur pour les personnes handicapées dans les années 1970.
La pièce centrale est flanquée de deux pièces annexes : dans l'une, le discours de Gettysburg est inscrit sur le mur sud et dans l'autre le discours inaugural de la seconde investiture de Lincoln est inscrit sur le mur nord. Ces inscriptions sont surmontées de peintures murales, représentant un ange (symbole de la vérité), la libération d'un esclave et l'unité entre le Nord et le Sud américain.

### Statue du président Lincoln

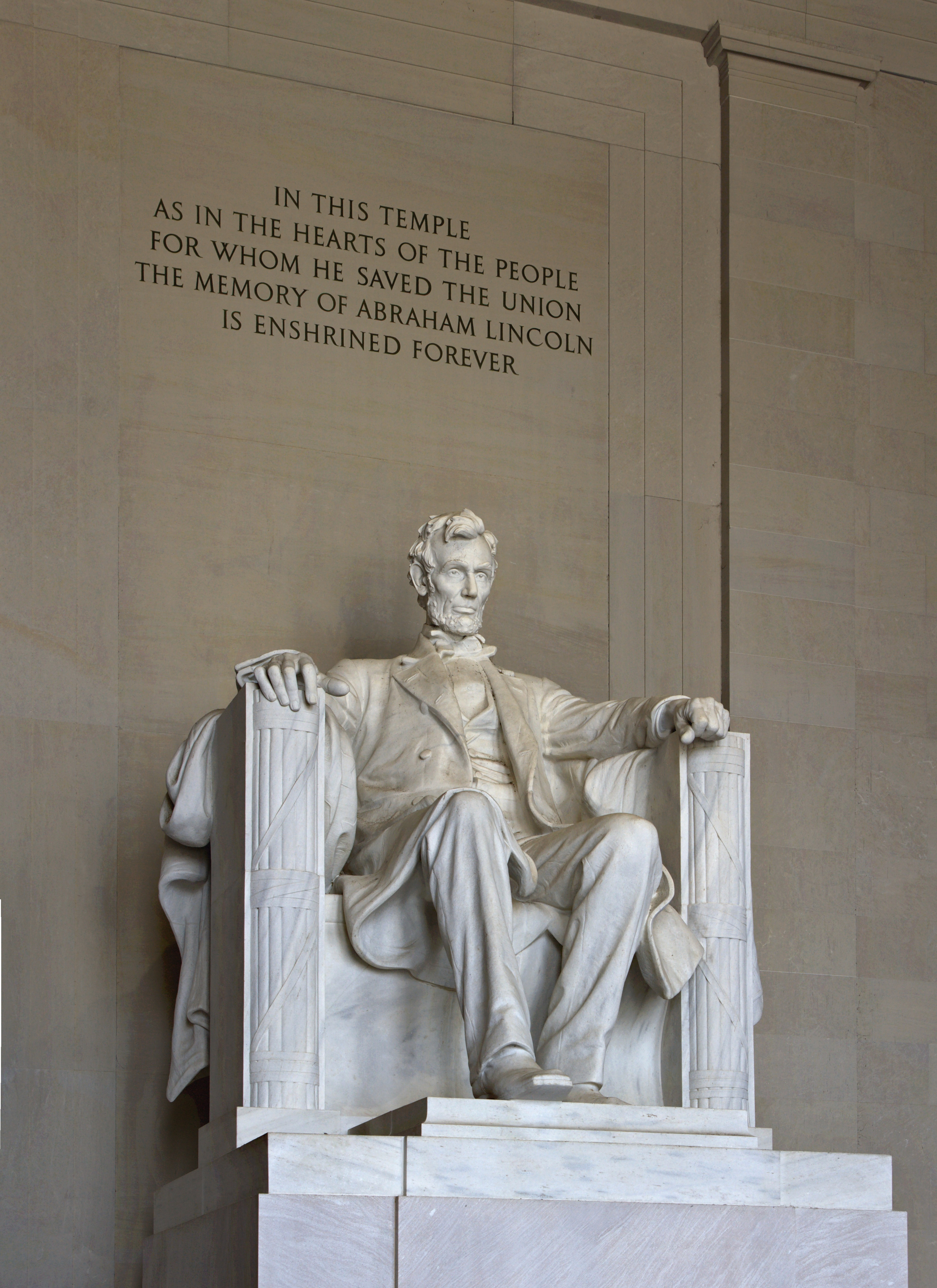
Statue de Lincoln.

La salle centrale, entre les salle nord et sud du mémorial, abrite une statue monumentale du 16e président des États-Unis : Abraham Lincoln. La grande figure solitaire d'Abraham Lincoln est assise en contemplation. Son sculpteur, l'américain Daniel Chester French, supervisa les six frères Piccirilli (Ferruccio, Attilio, Furio, Masaniello, Orazio et Getulio) dans sa construction ; il fallut quatre ans pour la terminer.
La statue de 159 tonnes a été taillée dans 28 blocs de marbre de Géorgie. Initialement prévue pour mesurer seulement 10 pieds (3,048 m) de haut, elle a été agrandie à 19 pieds (5,7912 m) de la tête aux pieds, pour ne pas paraître petite dans le vaste espace intérieur. Si Lincoln était représenté debout, il mesurerait 28 pieds (8,5344 m) de haut.
L'envergure la plus large de la statue correspond à sa hauteur ; elle repose sur un piédestal oblong en marbre du Tennessee de 10 pieds (3,048 m) de haut, 16 pieds (4,8768 m) de large et 17 pieds (5,1816 m) de profondeur. Directement en dessous se trouve une plate-forme de marbre du Tennessee d'environ 34,5 pieds (10,5156 m) de long, 28 pieds (8,5344 m) de large et 6,5 pouces (0,1651 m) de haut. Les bras de Lincoln reposent sur des représentations de faisceaux romains, symboles de l'autorité de la République, une touche subtile qui associe la statue au thème augustéen et impérial (avec l'obélisque et les monuments funéraires) du Washington Mall. La statue est discrètement bordée de deux pilastres, un de chaque côté. Entre ces pilastres, et au-dessus de la tête de Lincoln, est gravée une épitaphe de Lincoln par Royal Cortissoz . Quelle que soit l'intention de conception susmentionnée des faisceaux « romains », ceux-ci sont caractéristiques des institutions politiques étrusques qui ont été adoptées par les Romains ; selon Silius Italicus, ces faisceaux proviennent de la ville de Vetulonia, en Italie.
Inspirée des photos de Mathew Brady, la statue représente un Abraham Lincoln assis, le regard pensif, regardant vers l'est au-delà du Lincoln Memorial Reflecting Pool vers le Washington Monument, emblème de l'Union. Sur le mur derrière la statue, en hauteur, est inscrit :
«  IN THIS TEMPLE
AS IN THE HEARTS OF THE PEOPLE
FOR WHOM HE SAVED THE UNION
THE MEMORY OF ABRAHAM LINCOLN
IS ENSHRINED FOREVER »
« DANS CE TEMPLE
COMME DANS LE CŒUR DU PEUPLE
POUR QUI IL SAUVA L’UNION
LA MÉMOIRE D’ABRAHAM LINCOLN
EST PRÉSERVÉE À JAMAIS. »

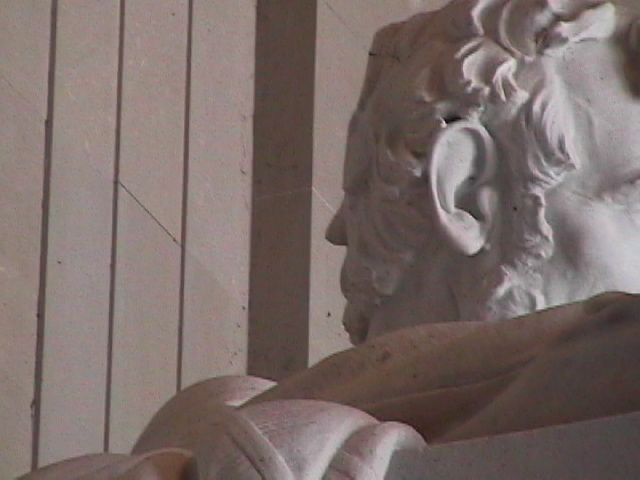
Vue arrière de la tête de Lincoln où semble se dessiner le visage de Robert Lee.

Une légende urbaine raconte que le visage du général Robert Lee est sculpté à l'arrière de la tête de Lincoln et regarde vers l'autre côté du Potomac en direction de son ancienne maison, Arlington House (maintenant dans les limites du cimetière national d'Arlington). Une autre légende populaire raconte que les mains de Lincoln sont représentées en langage des signes pour figurer ses initiales, sa main gauche signant un A et sa main droite signant un L. Le National Park Service nie ces deux légendes.
Cependant, l'historien Gerald Prokopowicz écrit qu'il est possible que le sculpteur Daniel Chester French ait donné cette position des mains dans l'intention de reproduire ses initiales : le français connaissait bien la langue des signes américaine, ayant un fils sourd ; il l'aurait fait pour rendre hommage à Lincoln pour avoir signé la loi fédérale donnant à l'université Gallaudet, une université pour les sourds, le pouvoir de décerner des diplômes universitaires,,. L'historien James A. Percoco, dans un discours prononcé le 17 avril 2008 dans la salle Jefferson de la National Archives and Records Administration dans le cadre de la série de conférences « Noontime Programs », pense que, bien qu'il n'existe aucun document montrant que French ait fait sculpter les mains de Lincoln pour représenter les lettres A et L dans la langue des signes américaine, mais « qu'il est raisonnable d'avoir ce genre de conclusion sur les mains. »

### Sous-sol

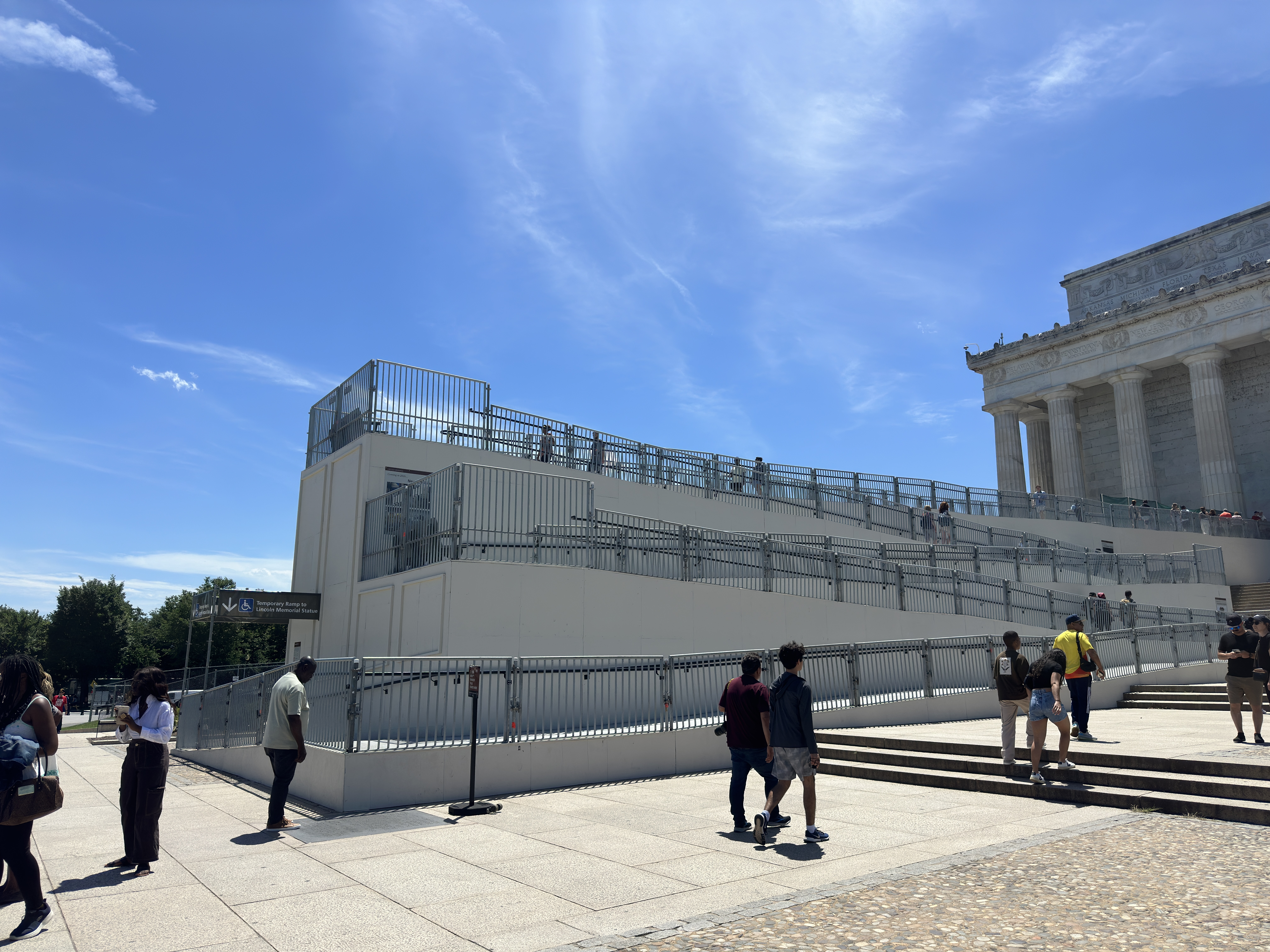
Rampe temporaire mise en place pendant les travaux.

Une crypte est située sous le mémorial. Pendant la construction, des graffitis ont été griffonnés par les ouvriers,, qui sont considérés comme des éléments  historiques par le National Park Service.
Au cours des années 1970 et 1980, des visites régulières de la crypte étaient organisées. Elles ont été interrompues brusquement en 1989 après qu'un visiteur ait remarqué de l'amiante et en ait informé le Service. En raison de l'infiltration d'eau à travers le carbonate de calcium contenu dans le marbre, des stalactites et des stalagmites se sont formées au fil du temps.
À l'occasion du centenaire du mémorial en 2022, il est prévu que la crypte soit ouverte aux visiteurs à la suite d'un projet de réhabilitation financé par David Rubenstein,.Les travaux du projet de 69 millions de dollars ont commencé en 2023 et devraient être achevés d'ici 2026.
Grâce à la rénovation, la crypte deviendra un espace d'accueil des visiteurs avec un musée, un théâtre, un magasin et une section d'exposition. On prévoit qu'il n'occupera que 15 000 pieds carrés des 50 000 pieds carrés du sous-sol. Le projet prévoit que l'espace comprenne six murs de verre du sol au plafond à partir de 2024, qui offriront une vue sur l'intérieur de la crypte, semblable à une cathédrale, et qu'une présentation théâtrale immersive projette des images d'événements historiques sur des écrans et les piliers de la crypte.

## Dans la culture populaire
En tant que l'un des monuments américains les plus importants, le Lincoln Memorial est souvent présenté dans des livres, des films, des jeux vidéo et des émissions de télévision qui se déroulent à Washington. En 2003, il était apparu dans plus de 60 films et en 2009, Mark S. Reinhart a compilé quelques courtes histoires de dizaines d'utilisations du Mémorial dans le cinéma et la télévision.
Le Lincoln Memorial apparaît dans les films Monsieur Smith au Sénat (1939), Le Jour où la Terre s'arrêta (1951), Le Monde, la Chair et le Diable (1959), L'Âge de cristal (1976), JFK (1991), Forrest Gump (1994), La Planète des Singes (2001), La blonde contre-attaque (2003), Un crime dans la tête (2004) ou encore dans La Nuit au musée 2 (2006). Elle apparaît également dans les séries Les 100, À la Maison-Blanche (saison 5, épisode  10) ou encore Scandal (saison 6, épisode 16). Le monument apparait dans la série dystopique La Servante écarlate (saison 3, épisode 6, 2019), la statue décapitée et l'obélisque transformé en croix. Dans Civil War (2024), des échanges de tirs ont lieu entre des soldats retranchés dans le mémorial et des soldats sécessionnistes, l'un d'eux tirant au lance missiles sur le monument, l'endommageant gravement.
Dans le film de Frank Capra de 1939, Monsieur Smith au Sénat, dans une scène clé, la statue et l'inscription du mémorial inspirent le sénateur de première année Jefferson Smith, joué par James Stewart. Le National Park Service ne voulait pas que Capra filme au Mémorial ; celui-ci a envoyé une grande équipe ailleurs pour faire diversion tandis qu'une équipe plus petite filmait Stewart et Jean Arthur à l'intérieur du Mémorial.
De nombreuses apparitions du Lincoln Memorial sont en réalité des effets visuels numériques en raison de règles de tournage restrictives. Depuis 2017, selon le National Park Service, « il est interdit de filmer/photographier au-delà des marches en marbre blanc et de la chambre intérieure du Lincoln Memorial ».
Une scène du roman Le Complot contre l'Amérique de Philip Roth (2004) s'y déroule, ainsi que dans son adaptation en série-télévisée (2020, épisode 3).
Dans Les Simpson, saison 3 épisode 2, Lisa découvre que le député de Springfield Bob Arnold a accepté un pot-de-vin pour déboiser la forêt de Springfield. Déçue, elle se rend au monument d’Abraham Lincoln pour dire qu’elle a un gros problème ; mais de plus en plus de personnes se rassemblent devant la statue ayant des problèmes différents.

## Représentations sur la monnaie américaine
De 1959 (150e anniversaire de la naissance de Lincoln) à 2008, le mémorial, avec la statue visible à travers les colonnes, était représenté au revers de la pièce d'un cent des États-Unis, qui, depuis 1909, représente un buste de Lincoln sur son recto.
Le mémorial apparaît au dos du billet de 5 dollars américains depuis 1929. Le portrait de Lincoln figure au recto.